# Belastingaangifte (Nederland)
Een belastingaangifte, ook wel: aangifte, is in Nederland een verklaring van de belastingplichtige aan de hand waarvan de belastingheffende instantie (bij rijksbelastingen is dat de Belastingdienst) de verschuldigde belasting kan vaststellen. De inhoud van de verklaring van de belastingplichtige is afhankelijk van de belastingsoort waarvoor de aangifte wordt ingediend. Aangifte kan worden gedaan via de website, aangifte-app voor mobiele apparaten, of een papieren aangiftebiljet.
De rechtsplicht voor het indienen van een belastingaangifte vloeit rechtstreeks voort uit de wet. De belastingplichtige die aangifte doet, is gehouden dat duidelijk, stellig en zonder voorbehoud te doen. De eerste keer dat een belastingplichtige aangifte moet doen, dient hij dit in veel gevallen zelf te melden. De daaropvolgende jaren zendt de belastingdienst automatisch een aangiftebiljet toe.
Bedrijven zijn vanaf het belastingjaar 2005 verplicht om elektronisch aangifte te doen. Particulieren hebben op grond van de wet de keuze om aangifte te doen op een papieren aangiftebiljet, met behulp van een aangiftediskette, of rechtstreeks via internet (hiervoor is een DigiD nodig). 
Min- en onvermogenden kunnen assistentie vragen bij een van de belastingwinkels in Nederland. Ook in openbare bibliotheken kan om deze assistentie worden gevraagd. Hiervoor komen mensen van de belastingwinkel op bepaalde tijdstippen langs bij de bibliotheek. Dit wordt dan aangegeven op de borden en wordt ook vermeld op de site van de bibliotheek.

## Het belang van de aangifte voor de heffing
Het doel van de aangifte is afhankelijk van de vraag of sprake is van een aanslagbelasting of een aangiftebelasting.

### Aanslagbelastingen
Bij aanslagbelastingen, zoals de inkomsten- en de vennootschapsbelasting, stelt de belastinginspecteur de belastingschuld aan de hand van de belastingaangifte in een belastingaanslag vast. Bij deze belastingen vormt de aangifte derhalve een hulpmiddel voor de fiscus bij de vaststelling van de belastingaanslag. Voor deze belastingen geldt dat de belasting formeel pas verschuldigd is nadat de belastinginspecteur een aanslag heeft opgelegd, dit in tegenstelling tot het de hierna te bespreken aangiftebelastingen. De inspecteur zal de aanslag binnen 3 jaren na afloop van het betreffende jaar opleggen.
Bij de inkomstenbelasting wordt de aangifte vergemakkelijkt doordat de bij de Belastingdienst bekende gegevens al zijn ingevuld (vooraf ingevulde aangifte of vooringevulde aangifte, VIA). Dit betreft onder meer informatie van inhoudingsplichtige inkomensverstrekkers, en van banken en levensverzekeraars, en informatie op basis van eerdere aangiften, voor zover nog van belang. De belastingplichtige moet onjuiste gegevens wel corrigeren.
De belastinginspecteur moet de aanslag zorgvuldig vaststellen. Als er onduidelijkheden zijn heeft hij de plicht die te onderzoeken. In enkele gevallen heeft de inspecteur het recht terug te komen op de aanslag en een navorderingsaanslag op te leggen. Rechtsgrond voor een dergelijke navorderingsaanslag bestaat als sprake is van opzettelijke misleiding door belastingplichtige (kwade trouw) of van een zogenaamd nieuw feit, dat wil zeggen: feiten die de inspecteur normaliter niet had kunnen weten ten tijde van het opleggen van de aanslag.

### Aangiftebelastingen
Bij aangiftebelastingen, zoals de loonbelasting, de dividendbelasting en de omzetbelasting, vormt de aangifte als zodanig de grondslag voor de belastingschuld. De belastingplichtige stelt door middel van de aangifte in beginsel derhalve zelf vast hoeveel belasting is verschuldigd, of huurt hiervoor een boekhouder of administratiekantoor in. Degenen die aangifte heeft gedaan, is voorts ertoe gehouden de berekende belastingschuld zelf af te dragen of te voldoen (men onderscheidt afdrachtbelastingen en voldoeningsbelastingen). Betaling dient veelal gelijktijdig met de aangifte plaats te vinden. 
Niet of te laat aangifte doen, kan leiden tot boetes. Hiermee krijgen veel vooral beginnend ondernemers te maken. Ook het berekenen van het juiste bedrag moet niet te licht over worden gedacht: als de inspecteur van opvatting is dat te weinig belasting op aangifte is afgedragen/voldaan, dan beschikt de inspecteur over de mogelijkheid een belastingaanslag op te leggen (de zogenaamde naheffingsaanslag). Indien ter zake van het te weinig betalen van belasting voorts sprake is van opzet of grove schuld van de zijde van de belastingplichtige, dan zal de inspecteur veelal ook bij afzonderlijke beschikking een bestuurlijke boete (d.i. een verzuim- of vergrijpboete) opleggen.

### Het doen van aangifte
Aangifte kan elektronisch worden gedaan gedaan. Sinds 1 januari 2007 is het alleen mogelijk elektronisch aangifte inkomstenbelasting via internet te doen met de DigiD-inlogcode. Ondertekening met een elektronische handtekening (pincode) van de Belastingdienst was voor binnenlandse belastingplichtigen tot en met belastingjaar 2014 nog mogelijk. Uitzondering wordt nog gemaakt voor degenen die gebruikmaken van de service "Hulp bij aangifte" (HUBA), diskettegebruikers, de gebruikers van commerciële software en de fiscale intermediairs. In dat laatste geval kan er gebruik gemaakt worden van een aan de cliënt toegezonden machtigingscode, waarmee er bij het invullen van de aangifte geen gebruik meer hoeft te worden gemaakt van de DigiD.
Op 4 maart 2007 bleek dat de Belastingdienst het mogelijk maakte om met andermans DigiD aangifte te doen en dat zelfs meedeelde aan de burgers die op het laatste moment aangifte wilden doen. Politici hebben deze handelwijze principieel onaanvaardbaar genoemd, maar toch is was het (uit-)lenen van een DigiD in de aangifteperiode 2010 steeds mogelijk. Mensen die de aangifte niet zelf kunnen doen kunnen wel iemand machtigen om de aangifte te doen. Dit kan via DigiD-Machtigen. Hier kan met behulp van DigiD een machtiging worden aangevraagd. Hierbij ontvangt men dan een machtigingscode die naar de gemachtigde dient te worden gestuurd. Deze kan dan door met zijn/haar DigiD in te loggen op DigiD-machtigen de machtiging met deze code activeren en dan met zijn/haar DigiD inloggen bij de Belastingdienst om de aangifte te doen, zodat degene voor wie deze is bedoeld hier geen omkijken meer naar heeft.
Er is een maatwerklijst bij de belastingdienst, waarop personen staan die een papieren kopie van het aangifteformulier willen ontvangen. Het totaal aantal personen dat per 31 december 2017 op de maatwerklijst stond bedroeg 71.940 personen. De stand per 1 maart 2018 bedraagt 73.526. Online aangiften inkomstenbelasting zijn in ieder geval 5 jaar opvraagbaar zijn via MijnBelastingdienst.nl. Kopieën tot in ieder geval 12 jaar oud worden op schriftelijk verzoek toegezonden. Dit geldt ook voor aangiften die op papier zijn aangeleverd, via de app of commerciële software.
In 2018 zijn 12.068.000 aangiften inkomstenbelasting over het jaar 2017 ontvangen. Daarnaast zijn in 2018 ook aangiften over de belastingjaren vóór 2017 ontvangen (bijvoorbeeld als gevolg van verleend uitstel). Zo zijn in 2018 1.102.000 aangiften ontvangen over belastingjaar 2016, 175.000 over belastingjaar 2015, 94.000 over belastingjaar 2014 en 63.000 over belastingjaar 2013.
Voor jongeren bestaat er het vereenvoudigde Tj-biljet (Teruggaaf jongeren). Dit kan zowel elektronisch als op papier worden ingevuld.

### Btw-aangifte verwerken in boekhouding
Aan het einde van een periode (maand, kwartaal of jaar) zijn er twee of drie grootboekrekeningen die belangrijk zijn voor de btw-aangifte. 
- btw af te dragen Hoog
- btw af te dragen Laag
- Voorbelasting

De bedragen op bovenstaande grootboekrekeningen moeten worden verplaatst naar de rekening 'btw R/C', dit is een zogenaamde verzamelrekening. Het saldo van de beide af te dragen bedragen minus de betaalde voorbelasting dient te worden verrekend met de Belastingdienst. Hiermee komt het saldo op deze grootboekrekeningen weer op nul euro.